# Pentanisia calcicola
Pentanisia calcicola är en måreväxtart som beskrevs av Bernard Verdcourt. Pentanisia calcicola ingår i släktet Pentanisia och familjen måreväxter. Inga underarter finns listade i Catalogue of Life.